# Paul Temple und der Fall Conrad
Paul Temple und der Fall Conrad ist ein achtteiliges Hörspiel aus der Paul-Temple-Reihe von Francis Durbridge, das der WDR im Jahre 1960 produzierte und in der Zeit vom 13. Januar bis 3. März 1961 erstmals ausstrahlte. Die gesamte Spieldauer beträgt 328 Minuten.

## Folgentitel
Die einzelnen Folgen der früheren Mehrteiler waren noch mit separaten Untertiteln versehen. Ab dem Lawrence-Fall hat man, mit Ausnahme des Genf-Falles, beim WDR offensichtlich darauf verzichtet.

## Handlung
Als der Schriftsteller und Privatdetektiv Paul Temple und seine Frau Steve von einem Wohltätigkeitsball nach Hause kommen, werden sie bereits von Sir Graham Forbes von Scotland Yard und seinem Münchner Kollegen Inspektor Heinz Ullersberg erwartet. Sie berichten von dem Verschwinden eines jungen Mädchens namens Betty Conrad aus einem Mädchenpensionat im bayerischen Unterwies, das von der Engländerin Elizabeth Weldon geleitet wird. An dem fraglichen Tag sagte sie zu ihrer Zimmergenossin June Jackson, dass sie von dem Schriftsteller Elliot France eingeladen sei, der sich bei Gräfin Elsa Decker auf ihrem Schloss zu Besuch aufhalte. Dort sei sie aber nie angekommen. Weder die Gräfin noch Elliot France wussten von der Einladung. Betty war mit dem englischen Bankangestellten Denis Harper befreundet, der zur selben Zeit verschwand, dann aber wieder auftauchte. Von Bettys Verschwinden hatte er angeblich keine Ahnung. Ullersberg fand im Zimmer des Mädchens ein Cocktailstäbchen, das mit dem Kopf eines Wolfshundes verziert ist. Solche Stäbchen werden nur für ein ganz bestimmtes Hotel in Oberammergau hergestellt. 
Temple ist zunächst an einer Mitarbeit in dieser Angelegenheit nicht sonderlich interessiert. Doch am nächsten Tag fahren die Temples in die Nähe von Maidenhead, um sich mit einem Mann zu treffen, der sich am Telefon fälschlicherweise als Elliot France ausgegeben hat. Im angegebenen Hotel erhält Paul nur einen Brief des Mannes, in dem er einen anderen Treffpunkt nennt und außerdem zwei Cocktailstäbchen von der Art, wie sie Ullersberg beschrieb. Bei dem neuen Treffpunkt handelt es sich um ein Cottage, das dem Vater von Betty Conrad, einem bekannten Londoner Neurologen und Psychiater gehört. Im Haus, das wie das gesamte Grundstück einen heruntergekommenen Eindruck macht, entdecken die Temples die Leiche eines Mannes, der offenbar erstochen worden ist. In der Post finden sie eine Karte an Mrs. Ruth Conrad von einer Schneiderei, in der mitgeteilt wird, dass ein bestimmter blauer Mantel am übernächsten Freitag, den 18., abgeholt werden kann. Sir Graham Forbes findet heraus, dass es sich bei dem Toten um den Mann handelt, der sich als France ausgegeben hat. Das Ehepaar Conrad kann der Polizei keine sachdienlichen Hinweise geben.
Am folgenden Tag fliegen die Temples zusammen mit Ullersberg nach München. In Unterwies entdeckt Steve in Bettys Zimmer eine Postkarte des Modeateliers Brenner in Garmisch-Partenkirchen, die genau den gleichen Text enthält wie die Karte aus dem Cottage von Dr. Conrad. Das amerikanische Mädchen June Jackson erzählt, dass sich Betty mit ihrer Stiefmutter und dem Vater nicht besonders gut verstanden hat. 
Auf dem Weg zu Gräfin Decker und Elliot France wird das Auto der Temples von einem Sportwagen in einen Seitengraben abgedrängt. Denis Harper, der zufällig vorbeikommt, hilft den Temples beim Bergen des Wagens. Kurze Zeit später beobachtet Steve in einer Konditorei Dennis Harper und eine Frau Klein, die sie am Morgen beim Kauf einer Bluse im Modesalon Brenner kennengelernt hat. Elliot France erzählt Paul, dass er früher ein Patient von Dr. Conrad gewesen sei. Dr. Conrad, der nach Garmisch gekommen ist, berichtet Temple, dass France eine Zeit lang an einem schweren Fall von Verfolgungswahn litt, wobei seine Angst vor jungen Frauen fast schon eine aggressive Form annahm. 
Als die Bluse vom Modesalon geliefert wird, findet Paul in dem Päckchen erneut ein Cocktailstäbchen des Oberammergauer Hotels Römer. Steve äußert die Vermutung, dass die Verkäuferin Gerda Hollmann das Stäbchen dort hineingelegt haben könnte. Im Römer werden die Temples bereits erwartet, obwohl sie sich gar nicht angemeldet hatten. Von dem Besitzer des Hotels Fritz Günther, einem ehemaligen Schauspieler, erfahren sie vom Anruf einer Frau, die mit amerikanischem Akzent sprach. Sie bat den Temples auszurichten, sie möchten unbedingt nach Innsbruck, Dammelstadel 37, kommen. June Jackson, die auffallend nervös ist, bestreitet den Temples gegenüber, die Anruferin gewesen zu sein. 
Am Tag vor dem auf der Abholkarte angegebenen Freitag befürchtet Paul Temple, das man die Leiche von Betty Conrad, bekleidet mit einem blauen Mantel, auffinden könnte. Am selben Tag verschwindet auch June Jackson spurlos aus dem Pensionat. Wie sich später herausstellt, war es Temple selbst, der das Mädchen mit Hilfe eines amerikanischen Freundes in Sicherheit gebracht hat. 
In Innsbruck angekommen, begegnen die Temples wie zufällig Denis Harper. Als sie dann vor dem Florianhaus in Dammelstadel angekommen sind, werden sie aus einem fahrenden Auto heraus beschossen, glücklicherweise nur mit Platzpatronen. 
Am Folgetag, dem bewussten 18., fahren die Temples nochmals nach Oberammergau, da sich Paul für eine bestimmte Fotografie von einem englischen Filmstudio interessiert, die an der Wand des kleinen Salons im Römer hing. Doch das Foto ist verschwunden. Am Nachmittag berichtet Ullersberg, dass man die Leiche von Betty Conrad in der Nähe von Schreidenstein, dem Gut der Gräfin Decker, mit einem blauen Mantel bekleidet gefunden hat. Kurz darauf ruft Sir Graham Forbes aus London an und teilt dem verdutzten Detektiv mit, dass Betty gesund und munter im Hyde Park aufgegriffen wurde. Allerdings macht sie keinerlei Angaben über das, was seit ihrem Verschwinden aus Unterwies geschehen ist. Aufgrund eines Hinweises von Frau Klein aus dem Modeatelier Brenner kann die Tote als die Verkäuferin Gerda Hollmann identifiziert werden. In der Handtasche des Mädchens findet Ullersberg eine Mitgliedskarte des Albatros-Klubs in Soho. Fritz Günthers Ehefrau Joyce warnt Paul Temple vor einem Mann, der sich Captain Smith nennt. Dieser soll in London versuchen, mit dem Ehepaar Temple Kontakt aufzunehmen, um sie dann aus dem Weg zu räumen. 
Als sich die Temples am nächsten Tag auf dem Rückflug nach London befinden, muss die Maschine wegen einer Bombenwarnung wieder nach Riem zurückkehren. Bei der Durchsuchung der Maschine wird zwar keine Bombe gefunden, dennoch ist sich Paul sicher, dass die Warnung ernst gemeint war. 
Kaum wieder zu Hause, meldet sich Elsa Decker telefonisch bei Temple. Sie ist ebenfalls nach London gekommen und will ihm alles berichten, was sie über den Fall weiß. Im Hotel angekommen, erfahren die Temples, dass auf die Gräfin geschossen worden ist. Bevor sie ohnmächtig wird, weist sie Temple auf den Albatros-Klub und auf Captain Smith hin. Im Albatros trifft das Ehepaar auf Denis Harper, der von seiner Bank wieder nach London zurückbeordert worden ist. Paul befragt ihn und einen Mann, der sich Paddy nennt, nach Betty Conrad, nachdem ihr Vater die Vermutung geäußert hatte, dass sie dort Mitglied sein könnte, was von beiden aber nicht bestätigt wird. Als die Temples bemerken, dass die Reifen ihres Autos zerschnitten worden sind, bietet Paddy an, die beiden nach Hause zu fahren. Nachdem er beiläufig erwähnt, dass er auch als Captain Smith bekannt ist, verlässt er unter einem Vorwand den Wagen. Paul fällt auf, dass irgendetwas nicht stimmt, und steigt mit Steve ebenfalls aus. Kurz darauf explodiert das Fahrzeug. 
Temple gelingt es, Betty zu überreden, in seine Wohnung zu kommen, um über alles zu reden. Dort betäubt er das Mädchen und lässt sie von Steve und dem Diener Charlie zu einer Bekannten seiner Frau in Sicherheit bringen. Ullersberg, der ebenso wie Elliot France und Elizabeth Weldon nach London gekommen ist, berichtet, dass Gerda Hollmann rauschgiftsüchtig war. Anscheinend treibt ein Rauschgiftring seit einiger Zeit in Bayern sein Unwesen. Temple erwähnt, dass June Jackson, die inzwischen zu Hause bei ihren Eltern ist, ebenfalls regelmäßig Heroin genommen hat. 
Sir Graham geht davon aus, dass Smith für den Mord an seinem Komplizen Dale Black, dem falschen Eliot France, verantwortlich ist. Während sich Denis Harper bei den Temples aufhält, ruft ein Mann an, der behauptet, ebendieser Harper zu sein, und dem es dabei gelingt, dessen Stimme täuschend echt nachzuahmen. Er verabredet sich mit Temple in einer alten abgelegenen Lagerhalle am Nordufer der Themse. In der Halle finden Temple und die Polizei den sterbenden Captain Smith, der brutal zusammengeschlagen worden ist. Dann bricht ein Feuer aus. Temple und Ullersberg können sich nur durch einen Sprung in die Themse retten. 
Temple hat herausbekommen, dass Fritz Günther vor seiner Schauspielerkarriere als Stimmenimitator aufgetreten war und sich jetzt als Erpresser und Agent einer Rauschgiftorganisation betätigt. Außerdem ist er der Mörder von Gerda Hollmann. Das kann Ullersberg bestätigen, da er einen dahingehenden Bericht von Frau Klein, einer Interpol-Agentin erhalten hat. Joyce Günther scheint nicht in die Sache verwickelt zu sein. 
Dr. Conrad trifft Elliot France in einem Hotelzimmer in Maidenhead, weil er diesen in Verdacht hat, seine Tochter erneut entführt zu haben. Zu spät entdeckt er die für ihn aufgebaute Falle: Temple und die Polizei, die das ganze Gespräch mithören, erfahren, dass Conrad France mit seiner Krankenakte erpresste und versuchte, ihn für seine Organisation zu gewinnen. Durch die scheinbare Entführung von Betty konnten Elliot und die Gräfin Decker Conrad zur Herausgabe der Akte zwingen. Conrad versucht zu fliehen, landet aber mit seinem Wagen in der Themse. Etwas später wird auch Fritz Günther in London verhaftet. 
Conrad ließ Gerda töten, weil sie bereit war, alles, was sie über die Organisation wusste, an Frau Klein weiterzugeben. Er selbst war es, der Captain Smith tötete, da er den Anschlag auf die Temples vermasselt hatte.

## Besetzung
- René Deltgen: Paul Temple
- Annemarie Cordes: Steve, seine Frau
- Kurt Lieck: Sir Graham Forbes
- Herbert Hennies: Charlie, Diener der Temples
- Jürgen Goslar: Inspektor Ullersberg
- Wolfgang Eichberger: Elliot France
- Peter René Körner: Denis Harper
- Herbert Steinmetz: Inspektor Vosper
- Irmgard Först: Elizabeth Weldon
- Karl-Maria Schley: Dr. Conrad
- Ilde Overhoff: Gräfin Elsa Decker
- Georg Wille: Fritz Günther
- Magda Hennings: Joyce Günther
- Kerstin de Ahna: June Jackson
- Elisabeth Opitz: Frau Klein
- Helga Zeckra: Betty Conrad
- Friedrich W. Bauschulte: Paddy
- Margot Ziegler: Gerda Hollmann
- Karl Brückel: Arzt
- Fritz Leo Liertz
- Wolf Schlamminger u. v. a.

- Deutsch von Marianne de Barde
- Musik: Hans Jönsson
- Regie: Eduard Hermann

## Weitere deutsche Produktion
Bereits ein Jahr zuvor produzierte der Bayerische Rundfunk diese Durbridge-Vorlage unter dem leicht abgewandelten Titel Paul Temple und der Conrad-Fall. Mit einer Spieldauer von knapp 304 Minuten fiel es um ca. 24 Minuten kürzer als die spätere WDR-Produktion aus, was der deutlich geringeren musikalischen Untermalung zuzuschreiben ist. Das achtteilige Hörspiel wurde erstmals in der Zeit vom 26. November 1959 bis 21. Januar 1960 ausgestrahlt. Die einzelnen Folgen waren mit zusätzlichen Untertiteln versehen.
| - 1. Ein Herr kommt aus München - 2. Ein merkwürdiger Patient - 3. Später Besuch - 4. Fahrt nach Innsbruck | - 5. Cocktail im Hotel Römer - 6. Captain Smith - 7. Kaffee für Miss Conrad - 8. Bild in der Zeitung |

Die Musik schrieb Joachim Faber. Für die Übersetzung zeichnete auch hier Marianne de Barde, zusammen mit John Lackland verantwortlich. Regie führte Willy Purucker. Die Aufnahme ist beim BR noch vollständig erhalten und wurde im Jahre 2014 auf einer MP3-CD veröffentlicht. 
Besetzung:
- Karl John: Paul Temple
- Rosemarie Fendel: Steve, seine Frau
- Adolf Ziegler: Sir Graham Forbes
- Jürgen Arndt: Charlie, Diener der Temples
- Fritz Straßner: Inspektor Ullersberg
- Hans Cossy: Elliot France
- Jürgen Goslar: Denis Harper
- Erik Jelde: Inspektor Vosper
- Inge Birkmann: Elizabeth Weldon
- Ernst Ginsberg: Dr. Conrad
- Ellinor von Wallerstein: Gräfin Elsa Decker
- Horst Tappert: Fritz Günther
- Eleonore Noelle: Joyce Günther
- Heidi Brühl: June Jackson
- Eva Vaitl: Frau Klein
- Ursula Kube: Betty Conrad
- Wolfgang Büttner: Paddy, alias Captain Smith
- Renate Grosser: Gerda Hollmann
- John Pauls-Harding: Flugkapitän Williams
- Inge Schulz: Stewardess
- Fritz Wilm Wallenborn: Inspektor Digby
- Erwin Faber: Polizist
- Klaus W. Krause: Johnson, Hotelportier
- Leo Bardischewski u. v. a.

## Veröffentlichungen
- Paul Temple und der Fall Conrad ist beim Audio Verlag auf CD und MC erschienen. (ISBN 389813329X)
- Paul Temple und der Conrad-Fall ist ebenfalls unter dem Titel Paul Temple und der Fall Conrad in der Reihe Pidax Hörspiel-Klassiker auf einer MP3-CD erschienen. (EAN 4260158195195)